# Райт, Клэр
Клэр Э́лис Райт (англ. Clare Alice Wright, род. 14 мая 1969) — американская австралийская историк, писательница и телеведущая. Она является профессором истории в Университете Ла Троба и была лауреатом премии Stella Prize 2014 года. Райт работала политическим спичрайтером, преподавателем университета, историческим консультантом, а также телеведущим и подкастером на радио и телевидении.

## Ранние годы и образование
Райт родилась в Анн-Арборе, штат Мичиган, в 1969 году. Она эмигрировала в Австралию в 1974 году вместе с матерью.
Райт имеет степень бакалавра искусств с отличием по истории в Мельбурнском университете (1991), степень магистра публичной истории в Университете Монаша (1993) и доктора философии по австралийским исследованиям в Мельбурнском университете (2002).

## Карьера
С 2004 по 2009 год она была научным сотрудником постдокторантуры Австралийского исследовательского совета в Университете Ла Троба.
Райт — автор ряда книг, получивших признание как критиков, так и публики. На её исследование и написание второй книги «Забытые повстанцы Эврики» у неё ушло десять лет. Он выиграл приз Stella Prize в 2014 году.
В 2016 году Райт выиграла литературную премию Алисы, вручённую Обществом женщин-писательниц, за «выдающийся и многолетний вклад австралийской женщины в литературу».
В 2019 году её книга «Вы, дочери свободы: австралийки, выигравшие голосование и вдохновившие мир», вошла в шорт-лист литературной премии премьер-министра, а также вошла в шорт-лист Квинслендской литературной премии Университета Южного Квинсленда за историческую книгу и номинирована на премию CHASS Australia Book Prize (ежегодная премия, присуждаемая Советом по гуманитарным, художественным и социальным наукам).
Райт была награждена медалью Ордена Австралии в честь Дня Австралии 2020 года в знак признания её «заслуг перед литературой и историческими исследованиями».
По состоянию на апрель 2020 года Райт пишет и представляет серию исторического радио и подкаст Shooting the Past для ABC Radio National. Райт является соведущей подкаста Университета Ла Троба «Archive Fever».
Клэр — бывший директор Центра Уиллера и член Экспертно-консультативного совета Движения Австралийской Республики. С 2014 года Райт была главным научным сотрудником в Университете Ла Троба в Мельбурне. В 2019 году она стала профессором. По состоянию на апрель 2020 года Райт является будущим научным сотрудником отдела истории ARC (Австралийского исследовательского совета).

## Труды
- Wright, Clare. Beyond the Ladies Lounge: Australia's Female Publicans. — Carlton, Victoria : Melbourne University Press, 2003. — ISBN 9780522850710.
- Wright, Clare. The Forgotten Rebels of Eureka. — Melbourne : Text Publishing, 2013. — ISBN 9781922147370.
- Wright, Clare. We Are the Rebels: The Women and Men who Made Eureka. — Melbourne : Text Publishing, 2016. — ISBN 9781922182784.
- Wright, Clare. You Daughters of Freedom: The Australians Who Won the Vote and Inspired the World. — Melbourne : Text Publishing, 2018. — ISBN 9781925603934.

## Личная жизнь
Она живет в Мельбурне со своим мужем, дизайнером мебели и мастером Дэмиеном Райтом, и их тремя детьми.